# The Old and the New
The Old and the New è un cortometraggio muto del 1915. Il nome del regista non viene riportato nei credit del film che, prodotto dalla Biograph, era interpretato da Edward Cecil, Kate Bruce, Curtis Cooksey e Isabel Rea.

## Produzione
Il film fu prodotto dalla Biograph Company.

## Distribuzione
Distribuito dalla General Film Company, il film - un cortometraggio in una bobina - uscì nelle sale cinematografiche statunitensi il 4 ottobre 1915. Non si conoscono copie ancora esistenti della pellicola che viene considerata presumibilmente perduta.